# Spiraea tarokoensis
Spiraea tarokoensis är en rosväxtart som beskrevs av Bunzo Hayata. Spiraea tarokoensis ingår i släktet spireor, och familjen rosväxter. Inga underarter finns listade i Catalogue of Life.